# Liste der denkmalgeschützten Objekte in Betliar
Die Liste der denkmalgeschützten Objekte in Betliar enthält die 41 nach slowakischen Denkmalschutzvorschriften geschützten Objekte in der Gemeinde Betliar im Okres Rožňava.

## Denkmäler
| Foto |                 | Denkmal / č. ÚZPF                               | Standort / Konskr. Nr.                                 | Offizielle Beschreibung                           | Beschreibung                            | Metadaten                                                     |
| ---- | --------------- | ----------------------------------------------- | ------------------------------------------------------ | ------------------------------------------------- | --------------------------------------- | ------------------------------------------------------------- |
| BW   | Datei hochladen | Statue mit Sockel(sk) ObjektID: 808-2389/0      | Standort KG: Betliar Konskr.Nr.:                       | sv.Ján Nepomucký                                  | St. Johannes Nepomuk                    | č. NKP: 808-2389/0 Stand des NKP: Name: SOCHA NA STĹPE        |
| ja   | Datei hochladen | Kirche(sk) ObjektID: 808-476/1                  | 261 Standort KG: Betliar Konskr.Nr.: 261               | ev.a.v.                                           | evangelische Kirche                     | č. NKP: 808-476/1 Stand des NKP: Name: KOSTOL                 |
| BW   | Datei hochladen | Park(sk) ObjektID: 808-476/2                    | Standort KG: Betliar Konskr.Nr.:                       |                                                   |                                         | č. NKP: 808-476/2 Stand des NKP: Name: PARK                   |
| ja   | Datei hochladen | Kirche(sk) ObjektID: 808-2390/0                 | 280 Standort KG: Betliar Konskr.Nr.: 280               | r.k.sv.Alžbety                                    | römisch-katholische St. Elisabethkirche | č. NKP: 808-2390/0 Stand des NKP: Name: KOSTOL                |
| ja   | Datei hochladen | Schloss(sk) Schloss Betliar ObjektID: 808-475/1 | Kaštieľna ul. 6 Standort KG: Betliar Konskr.Nr.: 6     |                                                   |                                         | č. NKP: 808-475/1 Stand des NKP: Name: KAŠTIEĽ                |
| BW   | Datei hochladen | Eingangsgebäude(sk) ObjektID: 808-475/2         | Kaštieľna ul. 10 Standort KG: Betliar Konskr.Nr.: 10   |                                                   |                                         | č. NKP: 808-475/2 Stand des NKP: Name: BUDOVA VSTUPNÁ         |
| ja   | Datei hochladen | Wirtschaftsgebäude(sk) ObjektID: 808-475/3      | Kaštieľna ul. 7 Standort KG: Betliar Konskr.Nr.: 7     | budovy hospodárske                                |                                         | č. NKP: 808-475/3 Stand des NKP: Name: STAVBA HOSPODÁRSKA I.  |
| BW   | Datei hochladen | Windenbrunnen(sk) ObjektID: 808-475/4           | Kaštieľna ul. Standort KG: Betliar Konskr.Nr.:         | budovy hospodárske                                | Wirtschaftsgebäude                      | č. NKP: 808-475/4 Stand des NKP: Name: STUDŇA RUMPÁLOVÁ       |
|      | Datei hochladen | Wirtschaftsgebäude(sk) ObjektID: 808-475/5      | Kaštieľna ul. KG: Betliar Konskr.Nr.: 16               | budovy hospodárske; Byt kočiša                    | ehemalige Kutscherwohnung               | č. NKP: 808-475/5 Stand des NKP: Name: STAVBA HOSPODÁRSKA II. |
| BW   | Datei hochladen | Wäscherei(sk) ObjektID: 808-475/6               | Kaštieľna ul. Standort KG: Betliar Konskr.Nr.: 294-295 | budovy hospodárske; Bývalá práčovňa,hosťovský dom | ehemalige Wäscherei, Gästehaus          | č. NKP: 808-475/6 Stand des NKP: Name: PRÁČOVŇA               |
| ja   | Datei hochladen | Park(sk) ObjektID: 808-475/7                    | Kaštieľna ul. Standort KG: Betliar Konskr.Nr.:         | park s objektami                                  | Park mit verschiedenen Objekten         | č. NKP: 808-475/7 Stand des NKP: Name: PARK                   |
| ja   | Datei hochladen | Pavillon(sk) ObjektID: 808-475/8                | Kaštieľna ul. Standort KG: Betliar Konskr.Nr.:         | park s objektami; rotunda,knižnica                | Rotunde, Bibliothek                     | č. NKP: 808-475/8 Stand des NKP: Name: PAVILÓN                |
|      | Datei hochladen | Pavillon(sk) ObjektID: 808-475/9                | Kaštieľna ul. KG: Betliar Konskr.Nr.:                  | park s objektami; Čínsky pavilón                  | chinesischer Pavillon                   | č. NKP: 808-475/9 Stand des NKP: Name: PAVILÓN                |
| ja   | Datei hochladen | Brücke(sk) ObjektID: 808-475/10                 | Kaštieľna ul. 0 Standort KG: Betliar Konskr.Nr.:       | park s objektami; Japonský most                   | Japanische Brücke                       | č. NKP: 808-475/10 Stand des NKP: Name: MOST                  |
| ja   | Datei hochladen | Pavillon(sk) ObjektID: 808-475/11               | Kaštieľna ul. 0 Standort KG: Betliar Konskr.Nr.:       | park s objektami; Slobodomurársky pavilón         | Freimaurer-Pavillon                     | č. NKP: 808-475/11 Stand des NKP: Name: PAVILÓN               |
| BW   | Datei hochladen | Grotte mit Brunnen(sk) ObjektID: 808-475/12     | Kaštieľna ul. Standort KG: Betliar Konskr.Nr.:         | Hermesova studňa                                  | Hermesbrunnen                           | č. NKP: 808-475/12 Stand des NKP: Name: GROTTA SO STUDŇOU     |
|      | Datei hochladen | Dekorative Säule(sk) ObjektID: 808-475/13       | Kaštieľna ul. 0 KG: Betliar Konskr.Nr.:                | park s objektami; Olympijský oheň                 | Olympische Flamme                       | č. NKP: 808-475/13 Stand des NKP: Name: STĹP DEKORATÍVNY      |
| BW   | Datei hochladen | Brücke(sk) ObjektID: 808-475/14                 | Kaštieľna ul. 0 Standort KG: Betliar Konskr.Nr.:       | park s objektami; Tufový most                     | Tuffsteinbrücke                         | č. NKP: 808-475/14 Stand des NKP: Name: MOST                  |
| BW   | Datei hochladen | Grotte mit Wasserfall(sk) ObjektID: 808-475/15  | Kaštieľna ul. 0 Standort KG: Betliar Konskr.Nr.:       | park s objektami; Grotta s vodopádom              |                                         | č. NKP: 808-475/15 Stand des NKP: Name: GROTTA S VODOPÁDOM    |
|      | Datei hochladen | Pavillon(sk) ObjektID: 808-475/16               | Kaštieľna ul. 0 KG: Betliar Konskr.Nr.:                | park s objektami; pavilón na móle                 |                                         | č. NKP: 808-475/16 Stand des NKP: Name: PAVILÓN               |
| BW   | Datei hochladen | Tierhaus(sk) ObjektID: 808-475/17               | Kaštieľna ul. Standort KG: Betliar Konskr.Nr.: 108     | park s objektami                                  |                                         | č. NKP: 808-475/17 Stand des NKP: Name: ZVERINEC              |
|      | Datei hochladen | Aufbauten(sk) ObjektID: 808-475/18              | Kaštieľna ul. 0 KG: Betliar Konskr.Nr.:                | park s objektami; Romantické zrúcaniny            | romantische Ruinen                      | č. NKP: 808-475/18 Stand des NKP: Name: STAVBY                |
|      | Datei hochladen | Restaurant(sk) ObjektID: 808-475/19             | Kaštieľna ul. KG: Betliar Konskr.Nr.:                  | park s objektami; Bosnia bar - Bosňák             | Bosnische Bar                           | č. NKP: 808-475/19 Stand des NKP: Name: REŠTAURÁCIA           |
|      | Datei hochladen | FILAGÓRIA ObjektID: 808-475/20                  | Kaštieľna ul. 0 KG: Betliar Konskr.Nr.:                | park s objektami; Filagória drevená               |                                         | č. NKP: 808-475/20 Stand des NKP: Name: FILAGÓRIA             |
|      | Datei hochladen | Brunnen mit Plastiken(sk) ObjektID: 808-475/21  | Kaštieľna ul. 0 KG: Betliar Konskr.Nr.:                | park s objektami                                  |                                         | č. NKP: 808-475/21 Stand des NKP: Name: FONTÁNA S PLASTIKOU   |
| BW   | Datei hochladen | Brunnen(sk) ObjektID: 808-475/22                | Kaštieľna ul. 0 Standort KG: Betliar Konskr.Nr.:       | park s objektami; Fontána za kaštieľom            | Brunnen hinter dem Herrenhaus           | č. NKP: 808-475/22 Stand des NKP: Name: FONTÁNA               |
| BW   | Datei hochladen | Brunnen(sk) ObjektID: 808-475/23                | Kaštieľna ul. 0 Standort KG: Betliar Konskr.Nr.:       | park s objektami; Fontána nad Hermés.j            | Hermesbrunnen                           | č. NKP: 808-475/23 Stand des NKP: Name: FONTÁNA               |
|      | Datei hochladen | Plastik(sk) ObjektID: 808-475/24                | Kaštieľna ul. 0 KG: Betliar Konskr.Nr.:                | park s objektami; Plastika kráľa                  | Königsskulptur                          | č. NKP: 808-475/24 Stand des NKP: Name: PLASTIKA              |
|      | Datei hochladen | Plastik(sk) ObjektID: 808-475/25                | Kaštieľna ul. 0 KG: Betliar Konskr.Nr.:                | park s objektami; Plastika murína                 |                                         | č. NKP: 808-475/25 Stand des NKP: Name: PLASTIKA              |
|      | Datei hochladen | Plastik(sk) ObjektID: 808-475/26                | Kaštieľna ul. 0 KG: Betliar Konskr.Nr.:                | park s objektami; Černoch na polygon.p            | Schwarzer auf Polygon                   | č. NKP: 808-475/26 Stand des NKP: Name: PLASTIKA              |
|      | Datei hochladen | Plastik(sk) ObjektID: 808-475/27                | Kaštieľna ul. 0 KG: Betliar Konskr.Nr.:                | park s objektami; Černoch s vázou                 | Schwarzer Mann mit Vase                 | č. NKP: 808-475/27 Stand des NKP: Name: PLASTIKA              |
|      | Datei hochladen | Plastik(sk) ObjektID: 808-475/28                | Kaštieľna ul. 0 KG: Betliar Konskr.Nr.:                | park s objektami; Plastika Budhu                  | Buddhaskulptur                          | č. NKP: 808-475/28 Stand des NKP: Name: PLASTIKA              |
|      | Datei hochladen | Pfeiler rechts(sk) ObjektID: 808-475/29         | Kaštieľna ul. 0 KG: Betliar Konskr.Nr.:                | park s objektami; Pylón liatin. pravý             | Eiserner Pfeiler rechts                 | č. NKP: 808-475/29 Stand des NKP: Name: PYLÓN PRAVÝ           |
|      | Datei hochladen | Pfeiler links(sk) ObjektID: 808-475/30          | Kaštieľna ul. 0 KG: Betliar Konskr.Nr.:                | park s objektami; Pylón liatinový ľavý            | Gusseiserner Pfeiler links              | č. NKP: 808-475/30 Stand des NKP: Name: PYLÓN ĽAVÝ            |
|      | Datei hochladen | Pflanzkorb ObjektID: 808-475/31                 | Kaštieľna ul. 0 KG: Betliar Konskr.Nr.:                | park s objektami; Kôš dekoratívny -kov            | dekorativer Korb                        | č. NKP: 808-475/31 Stand des NKP: Name: Pflanzkorb            |
|      | Datei hochladen | DELO I. ObjektID: 808-475/32                    | Kaštieľna ul. KG: Betliar Konskr.Nr.:                  | park s objektami                                  |                                         | č. NKP: 808-475/32 Stand des NKP: Name: DELO I.               |
|      | Datei hochladen | DELO II. ObjektID: 808-475/33                   | Kaštieľna ul. 0 KG: Betliar Konskr.Nr.:                | park s objektami                                  |                                         | č. NKP: 808-475/33 Stand des NKP: Name: DELO II.              |
|      | Datei hochladen | Eingangstor(sk) ObjektID: 808-475/34            | Kaštieľna ul. KG: Betliar Konskr.Nr.:                  | múr ohradný a brána                               | Befestigungsmauer mit Tor               | č. NKP: 808-475/34 Stand des NKP: Name: BRÁNA VSTUPNÁ         |
|      | Datei hochladen | Befestigungsmauer(sk) ObjektID: 808-475/35      | Kaštieľna ul. 0 KG: Betliar Konskr.Nr.:                | múr ohradný a brána                               | mit Tor                                 | č. NKP: 808-475/35 Stand des NKP: Name: MÚR OHRADNÝ           |
| BW   | Datei hochladen | Wohnhaus(sk) ObjektID: 808-4682/1               | Nižná Maša 421 Standort KG: Betliar Konskr.Nr.: 421    | dom bytový s podkrovím                            |                                         | č. NKP: 808-4682/1 Stand des NKP: Name: DOM BYTOVÝ            |
| BW   | Datei hochladen | Wohnhaus(sk) ObjektID: 808-4682/2               | Nižná Maša 422 Standort KG: Betliar Konskr.Nr.: 422    | pavlačový; dom bytový s pavlačou                  |                                         | č. NKP: 808-4682/2 Stand des NKP: Name: DOM BYTOVÝ            |

## Legende
Die Tabelle enthält im Einzelnen folgende Informationen:
| Foto:                    | Fotografie des Denkmals. |
| Denkmal / č. ÚZPF:       | Die Übersetzung der Bezeichnung des Denkmals, wie sie vom Slowakischen Denkmalamt (Pamiatkový úrad Slovenskej republiky) verwendet wird. Die Originalbezeichnung ist unter dem Fragezeichen angegeben. Fehlt die Übersetzung, so wird die Originalbezeichnung direkt angezeigt. Weiters ist die Objekt-Identifikationsnummer (Objekt ID) angeführt. Sie ist die offizielle, in der Slowakei eindeutige Nummer č. ÚZPF inklusive der zugehörigen Zählnummer, wie sie in den Daten des Denkmalamtes angegeben wird. Da diese nur innerhalb eines Landkreises gezählt wird, ist dessen Nummer der Denkmalnummer vorangestellt. |
| Standort:                | Wenn in der Liste vorhanden, ist die Adresse angegeben. In Klammern kann sich noch eine zusätzliche Adresse befinden, wenn es beispielsweise ein Eckhaus ist. Bei freistehenden Objekten ohne Adresse (zum Beispiel bei Bildstöcken) ist eine Adresse angegeben, die in der Nähe des Objekts liegt. Durch Aufruf des Links Standort wird die Lage des Denkmals in verschiedenen Kartenprojekten angezeigt. Darunter sind die Katastralgemeinde (KG) und, wenn vorhanden, die Konskriptionsnummer (Konskr. Nr.) angegeben.                                                                                                   |
| Offizielle Beschreibung: | Es ist die Kurzbeschreibung auf Slowakisch, wie sie in den offiziellen Listen angegeben ist, eingetragen. |
| Beschreibung:            | Kurze Angaben zum Denkmal auf Deutsch. |
| Metadaten:               | Zusätzlich werden, wenn in den persönlichen Einstellungen das Helferlein Dauerhaftes Einblenden von Metadaten aktiviert ist, ebensolche angezeigt. |

- Karte mit allen Koordinaten:
- OSM |
- WikiMap